# Nicolae Coman
Nicolae Marian Coman (* 18. Dezember 1996 in Brașov) ist ein rumänischer Leichtathlet, der im Mittel- und Langstreckenlauf an den Start geht.

## Sportliche Laufbahn
Erste internationale Erfahrungen sammelte Nicolae Coman im Jahr 2017, als er bei den Balkan-Hallenmeisterschaften in Belgrad im 1500-Meter-Lauf in 4:01,88 min den achten Platz belegte. Anschließend startete er bei den U23-Europameisterschaften in Bydgoszcz, schied dort aber mit 3:48,95 min im Vorlauf aus. Im Jahr darauf belegte er bei den Balkan-Hallenmeisterschaften in Istanbul in 1:51,44 min den sechsten Platz im 800-Meter-Lauf und klassierte sich bei den Freiluftmeisterschaften in Stara Sagora in 1:49,62 min auf dem sechsten Platz über 800 Meter und erreichte über 1500 Meter nach 3:45,37 min Rang vier. 2019 siegte er bei den Balkan-Hallenmeisterschaften in 1:52,78 min über 800 Meter und nahm daraufhin an der Sommer-Universiade in Neapel teil und schied dort mit 1:52,95 min bzw. 3:53,01 min über beide Distanzen in der ersten Runde aus. 2020 wurde er bei den Balkan-Meisterschaften in Cluj-Napoca in 3:53,75 min Achter über 1500 Meter. 2021 erreichte er bei den Balkan-Hallenmeisterschaften in Istanbul nach 8:20,53 min Rang sieben über 3000 Meter und bei den Freiluftmeisterschaften in Smederevo wurde er in 1:50,59 min Sechster über 800 m und über 1500 m belegte er in 3:53,32 min Rang fünf. Im Jahr darauf gewann er bei den Balkan-Hallenmeisterschaften in Istanbul in 3:47,16 min die Bronzemedaille über 1500 m hinter dem Türken Mehmet Çelik und Jerwand Mkrttschjan aus Armenien. Im Dezember gelangte er bei den Crosslauf-Europameisterschaften in Turin mit 18:10 min auf Rang elf in der Mixed-Staffel. 2023 wurde er bei der 2. Liga der Team-Europameisterschaft im Rahmen der Europaspiele in Chorzów in 3:46,09 min Neunter über 1500 Meter, ehe er bei den Balkan-Meisterschaften in Kraljevo in 3:45,64 min die Bronzemedaille hinter den Österreichern Raphael Pallitsch und Marcel Tobler gewann. Daraufhin gelangte er bei den Spielen der Frankophonie in Kinshasa mit 3:51,84 min auf den neunten Platz. Im Jahr darauf belegte er bei den Balkan-Hallenmeisterschaften in Istanbul in 3:49,17 min den fünften Platz über 1500 Meter und gewann mit der Staffel in 3:34,96 min die Bronzemedaille hinter den Teams aus der Türkei und Kroatien. Ende Mai wurde er bei den Freiluft-Balkan-Meisterschaften in Izmir in 1:51,69 min 15. über 800 Meter und gewann über 1500 Meter in 3:44,67 min die Bronzemedaille hinter dem Türken Mehmet Çelik und Dmytrij Nikolajtschuk aus der Ukraine.
In den Jahren 2017 und 2019 sowie 2020 und 2023 wurde Coman rumänischer Meister im 1500-Meter-Lauf im Freien. In der Halle siegte er 2019 über 800 Meter, 2022 und 2023 über 1500 Meter und 2021 im 3000-Meter-Lauf.

## Persönliche Bestleistungen
- 800 Meter: 1:49,10 min, 27. Juli 2018 in Pitești
  - 800 Meter (Halle): 1:50,47 min, 4. Februar 2018 in Bukarest
- 1500 Meter: 3:41,47 min, 23. Juli 2022 in Bukarest
  - 1500 Meter (Halle): 3:45,32 min, 4. Februar 2023 in Gent
  - 3000 Meter (Halle): 8:20,41 min, 6. Februar 2021 in Bukarest